# Peckett and Sons Nr. 1900

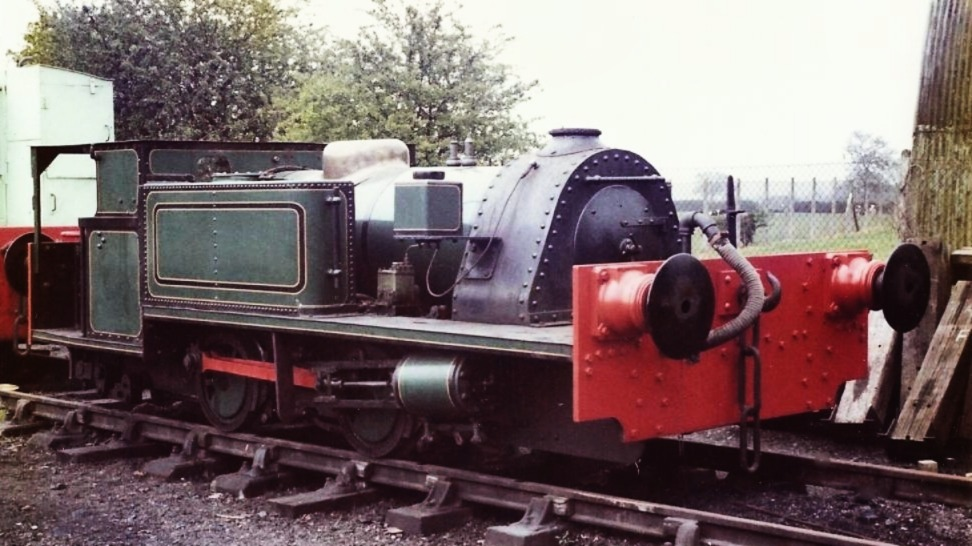
Zustand im Mai 1985

Die Tenderlokomotive von Peckett & Sons mit der Werksnummer 1900, besser bekannt unter dem Spitznamen The Flying Bufferbeam, deutsch etwa ‚der fliegende Pufferträger‘, ist eine Industrielokomotive, die 1936 für die Courtaulds-Werke in Greenfield bei Holywell in Nordwales gebaut wurde. Sie gilt als vermutlich kleinste normalspurige Dampflokomotive Großbritanniens, da sie speziell für den Einsatz in sehr niedrigen Tunneln ausgelegt wurde.

## Geschichte
Courtaulds nahm 1936 in Greenfield, etwa acht Kilometer unterhalb von Flint an der Trichtermündung des Flusses Dee, zwei große Kunstseidenfabriken in Betrieb. Obwohl die beiden Werke durch die North Wales Coast Line der London, Midland and Scottish Railway (LMS) voneinander getrennt waren, waren sie über eine Werksbahn verbunden, die durch zwei sehr niedrige Unterführungen im Bahndamm der LMS-Strecke führte. Courtaulds erwarb für 850 Pfund die Lokomotive mit der Werksnummer 1900 von Peckett & Sons, die speziell für das Fahren durch diese Unterführungen ausgelegt wurde. Ihre Hauptaufgabe bestand darin, Waggonladungen mit Abfällen aus der Kunstseidenherstellung zum Dee zu transportieren, wo diese in den Fluss gekippt wurden. Da an beiden Seiten der Unterführungen steile Rampen lagen, musste die Lokomotive bei der Abfahrt in die Unterführung mit voller Leistung arbeiten, um die Rampe auf der gegenüberliegenden Seite hinaufzukommen. Während der Durchfahrt durch die Unterführung hatte die Lokomotive nur einen Freiraum von 6 Zoll zwischen Kamin und Decke, sodass das Personal in diesem Moment wahrscheinlich von Rauch, Ruß und Dampf umhüllt und die Sicht eingeschränkt war.
1954 wurde der Lokomotivbetrieb aufgrund von Sicherheitsbedenken durch eine Seilwindenanlage abgelöst, die es ermöglichte, die Wagen durch die Unterführung zu ziehen. Auf beiden Seiten der Unterführungen übernahmen Diesellokomotiven die Rangierarbeiten. Die nicht mehr benötigte Dampflokomotive wurde zur Überholung an Peckett & Sons zurückgegeben, wo eine neue Feuerbüchse eingebaut wurde. Ihr anschließender Einsatz fand auf der Baustelle des Cortaulds-Werk in Grimbsby statt, wo sie nach dem Einbau eines höheren Führerhauses für den Transport von Baumaterialien verwendet wurde. Nach Fertigstellung des Werks übernahm eine Sentinel-Lokomotive die Rangierarbeiten, während die Dampflokomotive nur noch als Reserve vorgehalten wurde. Courtaulds setzte sie zuletzt in den frühen sechziger Jahren ein. Danach blieb sie abgestellt, bis sie von einem Mitglied der Quainton Railway Society (QRS) erworben wurde und im September 1971 im Buckinghamshire Railway Centre eintraf.
Bei der Aufarbeitung wurde das vergrößerte Führerhaus wieder entfernt, um den Originalzustand der Lokomotive wieder herzustellen. Zudem erhielt sie eine Vakuumbremse, damit sie im Museumsbahnbetrieb eingesetzt werden konnte. Der Lokomotive wurde der Namen Jill verliehen. Ab 1980 konnte sie wieder für leichte Personenzüge und Schaugüterzüge eingesetzt werden und wurde auch an andere Museumsbahnen ausgeliehen. Nachdem das Kesselzertifikat der Lokomotive abgelaufen war, wurde sie außer Betrieb genommen. 2025 befand sie sich erneut in der Aufarbeitung, um wieder betriebsfähig zu werden.
In Anlehnung an die LNER A3 4472 Flying Scotsman wird die Lokomotive oft als Flying Bufferbeam bezeichnet, weil sie nicht einmal doppelt so hoch ist wie die Höhe des Pufferträgers über Schienenoberkante, womit dieser das Aussehen der Loks stark dominiert.

## Technik
Die Lokomotive ist nur 1750 mm hoch, damit sie durch die nur 6 Fuß hohen Unterführungen fahren konnte. Sie ist die einzige ihrer Art, dennoch konnte Peckett & Sons einige ihrer Standardteile verwenden, die teilweise von Schmalspurlokomotiven stammten. Die Räder haben einen Durchmesser von nur 610 mm (2 Fuß), während die beiden außen liegenden Zylinder einen Durchmesser von 203 mm (8 in) und einen Kolbenhub von 305 mm (12 in) aufweisen. Anstelle des in Großbritannien üblichen Satteltanks sind für den Wasservorrat Seitentanks vorhanden. Der Führerhausboden wurde hinter dem kleinen Kessel einige Zentimeter unter der Höhe des Umlaufblechs angeordnet, das wiederum unterhalb der Pufferhöhe liegt. Das Führerhaus selbst war so niedrig gehalten, dass die Lokomotive nur sitzend bedient werden konnte.